# El Mono de Kapanga
Martín Alejandro Fabio (Lomas de Zamora, 12 de abril de 1969), más conocido como el Mono de Kapanga, es un cantante de rock argentino.
Es el vocalista principal de la agrupación de rock, cuarteto y reggae llamada Kapanga, desde 1995.

## Biografía
Nació en Lomas de Zamora y creció en Quilmes, dos localidades de la zona sur del Gran Buenos Aires. De joven comenzó a jugar al rugby en el CUQ (Círculo Universitario de Quilmes), donde jugó en todas las posiciones, menos de pilar y segunda línea. Se retiró a los treinta años después de sufrir un golpe en un ojo. Al día siguiente tenía una reunión con la productora, que supuestamente iba a contratar a la banda en la que cantaba, pero estaba con el ojo lastimado. Tras reunirse con el mánager, decidió dejar el rugby.
Comenzó su carrera musical a fines de los '80, junto al compositor y bajista Marcelo "Balde" Spósito, formaban Kapanga y sus Yacarés, en honor a Kapanga el Misionero, personaje de Titanes en el Ring. Con tres miembros más, esta formación tocaba en fiestas privadas en donde interpretaban canciones de la Mona Jiménez. Esta formación se disolvió a principios de los años '90.
En 1995, se reunieron nuevamente bajo el nombre de Kapanga y han editado un total de once trabajos discográficos.
En el año 2020 formó parte de Masterchef Celebrity Argentina, en la fue el segundo eliminado, aunque, posteriormente retomó y después fue el 11° eliminado (semifinalista) de la edición.

## Discografía
- A 15 cm de la realidad (1998)
- Un asado en Abbey Road (1999)
- Operación Rebenque (2000)
- Grandes Éxitos (2001)
- Botanika (2002)
- ¡Esta! (2004)
- KapangStock (CD + DVD) (2006)
- Crece (2007)
- Todoterreno (CD + película) (2009)
- Todo es poco (2010)
- Lima (2012)
- Motormúsica (2015)